# フリドリーナ・ロルフォ
フリドリーナ・ロルフォ（Fridolina Rolfö、1993年11月24日 - ）は、スウェーデン・クングスバッカ出身の女子サッカー選手。スウェーデン女子代表。FCバルセロナ所属。ポジションはフォワード。

## 経歴
得点能力が高く、リンシェーピングFC時代にUEFA女子チャンピオンズリーグのデビュー戦で英国女王のリバプールと対戦してハットトリックを達成した。
女子サッカー界における大舞台を沢山経験しており、タイトル数も多い。
それはスウェーデン代表でも同様で、2019 FIFA女子ワールドカップで3位、2016年リオ五輪と2020年東京五輪で銀メダルを獲得し、UEFA欧州女子選手権2022では準決勝に進出した。
2021年と2022年にスウェーデン年間女子最優秀選手 (ディアマンボーレン)に選ばれた。
自身のSNSを活用し、日本に来た際も頻繁に更新して話題となった。

## タイトル

### クラブ

#### リンシェーピングFC
- ダームアルスヴェンスカン(1):2016
- スヴェンスカ・クッペン・ダメル(2):2013–14,2014–15

#### VfLヴォルフスブルク
- フラウエン・ブンデスリーガ(1):2019–20
- DFBポカール・デア・フラウエン(2):2019–20,2020–21

#### FCバルセロナ・フェメニ
- プリメーラ・ディビシオン・フェメニーナ(2):2021–22,2022-23
- コパ・デ・ラ・レイナ(1):2021–22
- スーペルコパ・デ・エスパーニャ・フェメニーナ（英語版）(2):2021–22,2022-23
- UEFA女子チャンピオンズリーグ(1):2022–23

### スウェーデン代表
- FIFA女子ワールドカップ (1):
  - 3位: 2019
- オリンピック (2):
  - 準優勝: 2016,2020
- アルガルヴェ・カップ (2): 
  - 優勝: 2018,2022
- UEFA U-19女子選手権 (1):
  - 優勝: 2012

### 個人
- ディアマンボーレン（英語版）: 2021,2022